# Nazionale maschile under 21 di calcio a 5 della Slovenia
La nazionale di calcio a 5 slovena Under-21 è la rappresentativa di Calcio a 5 Under-21 della Slovenia ed è posta sotto l'egida della Federazione calcistica della Slovenia. 

## Storia
La nazionale slovena è stata tra le 28 selezioni che hanno partecipato alle qualificazioni per il primo e unico campionato europeo di categoria, dove ha ottenuto l'accesso alla fase finale in Russia nel girone 1 giocato in casa a Lasko, battendo Belgio, Georgia e Bulgaria.